# LG Innotek

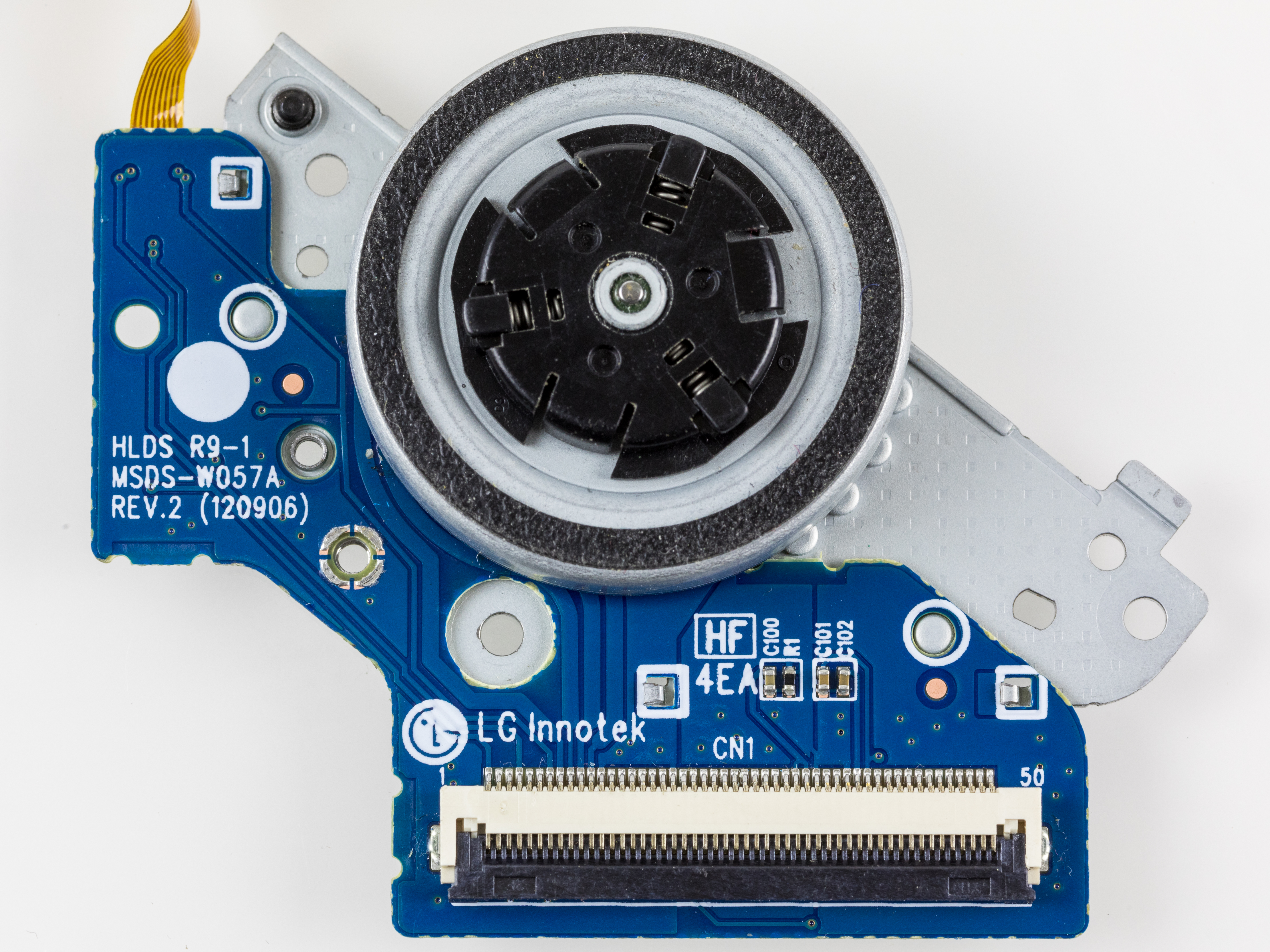
Un moteur LG Innotek dans un lecteur de DVD Hitachi-LG Data Storage

LG Innotek Co., Ltd. (en hangeul : 엘지이노텍 주식회사) est une entreprise de Corée du Sud, filiale du groupe LG. C’est un fabricant de composants électroniques basé à Séoul. LG Innotek produit des composants de base d’appareils mobiles, d’écrans pour automobiles, de semi-conducteurs et de produits intelligents,
La plupart des revenus de l’entreprise proviennent de la vente de modules de caméra pour iPhone.

## Histoire
LG Innotek a été créé sous le nom de Goldstar Precision en 1976. LG Innotek s’est séparé de son activité de défense, NEXFuture1, et l’a vendue à LIG Group en 2004. LG Innotek a fusionné en juillet 2009 avec LG Micron, une autre branche de production de composants du groupe LG